# Jean Bouise
Jean Bouise est un acteur français, né le 3 juin 1929 au Havre et mort le 6 juillet 1989 dans le 8e arrondissement de Lyon. Habitué des seconds rôles, il apparaît régulièrement au cinéma du milieu des années 1960 jusqu'à sa mort.

## Biographie
Diplômé de l'École supérieure de chimie de Rouen, Jean Joseph Bouise suit un stage de théâtre en 1950. Il rencontre ensuite Roger Planchon et participe à la naissance du théâtre de la Comédie de Lyon. Il est aussi de l'aventure du théâtre de la Cité de Villeurbanne, devenu le TNP en 1972. Il interprète aussi bien les classiques du répertoire (Georges Dandin, Tartuffe, Le Brave soldat Švejk, etc.) que les créations du metteur en scène.
Il décroche son premier rôle au cinéma en 1962 dans L'Autre Cristobal d'Armand Gatti, présenté au Festival de Cannes 1963, mais jamais distribué en salle. Il joue ensuite le capitaine Haddock dans Tintin et les Oranges bleues. De film en film, Jean Bouise devient l'un des seconds rôles incontournables du cinéma français. Il apparaît ainsi dans Les Choses de la vie de Claude Sautet, Monsieur Klein de Joseph Losey, Z et L'Aveu de Costa-Gavras. Sa prestation dans Le Vieux Fusil de Robert Enrico lui vaut une première nomination au César du meilleur acteur dans un second rôle en 1976, récompense qu'il recevra en 1980 pour Coup de tête. Il devient par la suite l'un des acteurs-fétiches de Luc Besson : vieil homme qui réapprend à parler à Pierre Jolivet dans Le Dernier Combat, chef de station dans Subway, oncle Louis dans Le Grand Bleu et attaché d'ambassade dans Nikita qui sera son dernier rôle.
Il meurt le 6 juillet 1989 à l'âge de 60 ans à l'hôpital Léon-Bérard de Lyon, d'un cancer du poumon. « On arrivait tellement à le croire, qu'il a disparu sans qu'on s'en aperçoive », remarque Luc Besson dans son hommage. Son dernier film Nikita, qu’il ne verra pas, lui est dédié par le réalisateur.

### Rôles
Son jeu retenu, son épaisse moustache (qu'il ne porte pas au début), sa voix profonde à la diction nette, ses petits yeux de myope masqués derrière des lunettes le destinent à des personnages de notables conservateurs garants de l'ordre social : le patron d'un club provincial de football dans Coup de tête ; le procureur hostile aux méthodes d'un juge progressiste dans Le Juge Fayard.
Si son physique le voue à des rôles parfois inquiétants, il sait aussi incarner des personnages d'une humanité particulièrement touchante, tel l'Israélite aux abois acceptant à regret de vendre à bas prix un tableau de famille dans Monsieur Klein.
Jean Bouise demeure l'un des plus grands « seconds rôles » du cinéma français.

### Vie privée
Il est marié à la comédienne Isabelle Sadoyan (1928-2017), rencontrée par l'intermédiaire de Roger Planchon. Son épouse est inhumée auprès de lui au cimetière de Saint-Hilaire-de-Brens (Isère).

## Théâtre
- 1951 : Bottines et collets montés d'après Eugène Labiche et Georges Courteline, mise en scène Roger Planchon, théâtre de la Comédie de Lyon
- 1951 : La Nuit des rois de William Shakespeare, mise en scène Roger Planchon, théâtre de la Comédie de Lyon
- 1952 : Les Joyeuses Commères de Windsor de William Shakespeare, mise en scène Roger Planchon, théâtre de la Comédie de Lyon
- 1952 : La vie est un songe de Pedro Calderón de la Barca, mise en scène Roger Planchon, théâtre de la Comédie de Lyon
- 1952 : Claire de René Char, mise en scène Roger Planchon, théâtre de la Comédie de Lyon
- 1953 : Les Aventures de Rocambole de Lucien Dabril, mise en scène Roger Planchon, théâtre de la Comédie de Lyon
- 1953 : Le Professeur Taranne et Le Sens de la marche d'Arthur Adamov, mise en scène Roger Planchon, théâtre de la Comédie de Lyon
- 1953 : Liliom de Ferenc Molnár, mise en scène Roger Planchon, théâtre de la Comédie de Lyon
- 1954 : La Bonne Âme du Se-Tchouan de Bertolt Brecht, mise en scène Roger Planchon, Festival de Lyon, théâtre de la Comédie de Lyon
- 1954 : La Cruche cassée d'Heinrich von Kleist, mise en scène Roger Planchon, théâtre de la Comédie de Lyon
- 1954 : Édouard II de Christopher Marlowe, mise en scène Roger Planchon, théâtre de la Comédie de Lyon
- 1956 : Aujourd'hui ou Les Coréens de Michel Vinaver, mise en scène Roger Planchon, théâtre de la Comédie de Lyon
- 1957 : Falstaff de William Shakespeare, mise en scène Roger Planchon, théâtre de la Cité de Villeurbanne
- 1958 : La Bonne Âme du Se-Tchouan de Bertolt Brecht, mise en scène Roger Planchon, théâtre de la Cité de Villeurbanne
- 1959 : Falstaff de William Shakespeare, mise en scène Roger Planchon, théâtre Montparnasse, théâtre de l'Ambigu
- 1959 : Henri IV de William Shakespeare, mise en scène Roger Planchon, théâtre Montparnasse, théâtre de l'Ambigu
- 1959 : La Seconde Surprise de l'amour de Marivaux, mise en scène Roger Planchon, théâtre Montparnasse
- 1959 : Les Trois Mousquetaires d'Alexandre Dumas, mise en scène Roger Planchon, théâtre de l'Ambigu

- 1960 : Les Âmes mortes de Nicolas Gogol, mise en scène Roger Planchon, théâtre de la Cité de Villeurbanne, Odéon-Théâtre de France
- 1960 : Les Trois Mousquetaires d'Alexandre Dumas, mise en scène Roger Planchon, Festival de Baalbeck, Festival d'Édimbourg
- 1960 : Édouard II de Christopher Marlowe, mise en scène Roger Planchon, Théâtre antique d'Orange
- 1960 : La Seconde Surprise de l'amour de Marivaux, mise en scène Roger Planchon, théâtre de la Cité de Villeurbanne
- 1961 : Édouard II de Christopher Marlowe, mise en scène Roger Planchon, théâtre de la Cité de Villeurbanne, théâtre des Champs-Élysées
- 1961 : Les Trois Mousquetaires d'Alexandre Dumas, mise en scène Roger Planchon, Festival de Vienne
- 1961 : Schweik dans la Seconde Guerre mondiale de Bertolt Brecht, mise en scène Roger Planchon, théâtre de la Cité de Villeurbanne, théâtre des Champs-Elysées
- 1962 : Schweik dans la Seconde Guerre mondiale' de Bertolt Brecht, mise en scène Roger Planchon, théâtre de la Cité de Villeurbanne
- 1962 : La Vie imaginaire de l'éboueur Auguste Geai d'Armand Gatti, mise en scène Jacques Rosner, théâtre de la Cité de Villeurbanne
- 1962 : La Remise de Roger Planchon, mise en scène de l'auteur, théâtre de la Cité de Villeurbanne
- 1963 : Les Trois Mousquetaires d'Alexandre Dumas, mise en scène Roger Planchon, Moscou, théâtre de la Cité de Villeurbanne
- 1964 : Troïlus et Cressida de William Shakespeare, mise en scène Roger Planchon, Odéon-Théâtre de France
- 1964 : La Remise de Roger Planchon, mise en scène de l'auteur, Odéon-Théâtre de France
- 1964 : La Vie imaginaire de l'éboueur Auguste Geai d'Armand Gatti, mise en scène Jacques Rosner, Odéon-Théâtre de France
- 1964 : Schweik dans la Seconde Guerre mondiale de Bertolt Brecht, mise en scène Roger Planchon, théâtre de la Cité de Villeurbanne
- 1965 : Patte blanche de Roger Planchon, mise en scène Jacques Rosner, théâtre de la Cité de Villeurbanne
- 1966 : Bérénice de Racine, mise en scène Roger Planchon, théâtre de la Cité de Villeurbanne
- 1966 : Richard III de William Shakespeare, mise en scène Roger Planchon, Festival d'Avignon
- 1966 : George Dandin de Molière, mise en scène Roger Planchon, Festival d'Avignon, tournée
- 1967 : Richard III de William Shakespeare, mise en scène Roger Planchon, théâtre de la Cité de Villeurbanne
- 1967 : Bleus, blancs, rouges ou les Libertins de Roger Planchon, mise en scène de l'auteur, théâtre de la Cité de Villeurbanne, Festival d'Avignon
- 1968 : Dans le vent de Roger Planchon, mise en scène de l'auteur, théâtre de la Cité de Villeurbanne
- 1969 : La Contestation et la Mise en pièces de la plus illustre des tragédies françaises : Le Cid de Pierre Corneille, mise en scène Roger Planchon, théâtre de la Cité de Villeurbanne
- 1969 : L'Infâme de Roger Planchon, mise en scène de l'auteur, théâtre de la Cité de Villeurbanne

- 1970 : L'Infâme de Roger Planchon, mise en scène de l'auteur, théâtre Montparnasse, tournée
- 1972 : Le Massacre à Paris de Christopher Marlowe, mise en scène Patrice Chéreau, TNP Villeurbanne
- 1972 : La Langue au chat de Roger Planchon, mise en scène de l'auteur et Gilles Chavassieux, théâtre du Gymnase de Marseille, Maison de la culture de Reims, TNP Villeurbanne, théâtre de Nice
- 1973 : Par-dessus bord de Michel Vinaver, mise en scène Roger Planchon, TNP Villeurbanne
- 1973 : Le Tartuffe de Molière, mise en scène Roger Planchon, TNP Villeurbanne
- 1973 : Le Cochon noir de Roger Planchon, mise en scène de l'auteur, TNP Villeurbanne
- 1974 : Folies bourgeoises de Roger Planchon, mise en scène de l'auteur, Comédie de Saint-Étienne
- 1975 : A.A. Les théâtres d'Arthur Adamov mise en scène Roger Planchon, TNP Villeurbanne
- 1976 : Folies bourgeoises de Roger Planchon, mise en scène de l'auteur, théâtre de la Porte-Saint-Martin
- 1976 : Gilles de Rais de Roger Planchon, mise en scène de l'auteur, TNP Villeurbanne
- 1976 : Le Tartuffe de Molière, mise en scène Roger Planchon, Maison de la culture de Nanterre
- 1976 : A.A. Les Théâtres d'Arthur Adamov mise en scène Roger Planchon, TNP Villeurbanne, Théâtre national de Chaillot
- 1977 : Gilles de Rais de Roger Planchon, mise en scène de l'auteur, théâtre national de Chaillot
- 1979 : No Man's Land d'Harold Pinter, mise en scène Roger Planchon, TNP Villeurbanne, théâtre du Gymnase Marie-Bell

- 1980 : No Man's Land d'Harold Pinter, mise en scène Roger Planchon, TNP Villeurbanne, Nouveau théâtre de Nice
- 1981 : L'Été dernier à Tchoulimsk d'Alexandre Vampilov, mise en scène collective Jean Bouise, Colette Dompietrini, Claude Lochy, Isabelle Sadoyan, Philippe Léotard, TNP Villeurbanne
- 1988 : La Mouette d’Anton Tchekhov, mise en scène Andrei Konchalovsky, Odéon-Théâtre de l'Europe
- 1988 : Tir et Lir de Marie Redonnet, mise en scène Alain Françon, Théâtre national de la Colline, Festival d'Avignon
- 1989 : La Mouette d’Anton Tchekhov, mise en scène Andrei Konchalovsky, Odéon-Théâtre de l'Europe

## Filmographie

### Cinéma

#### Longs métrages
- 1963 : L'Autre Cristobal (El otro Cristóbal) d'Armand Gatti : Cristobal
- 1963 : La Foire aux cancres de Louis Daquin : le directeur
- 1964 : Soy Cuba (Я — Куба) de Mikhaïl Kalatozov : Jim (crédité Jean Bouisse au générique)
- 1964 : Tintin et les Oranges bleues de Philippe Condroyer : le capitaine Haddock
- 1965 : La Vieille Dame indigne de René Allio : Alphonse
- 1966 : La guerre est finie d'Alain Resnais : Ramon
- 1966 : Avec la peau des autres de Jacques Deray : Margery
- 1968 : Les Hors-la-loi de Tewfik Fares : Marc
- 1968 : Le Mois le plus beau de Guy Blanc : le curé
- 1969 : L'Américain de Marcel Bozzuffi : le garçon de café
- 1969 : Z de Costa-Gavras : Georges Pirou
- 1970 : Mourir d'aimer d'André Cayatte : le juge des mineurs
- 1970 : Les Choses de la vie de Claude Sautet : François
- 1970 : L'Aveu de Costa-Gavras : le patron de l'usine
- 1971 : Rendez-vous à Bray d'André Delvaux : le rédacteur en chef
- 1971 : La Poudre d'escampette de Philippe de Broca : l'homme de la terrasse
- 1971 : Out 1 : Noli me tangere de Jacques Rivette et Suzanne Schiffman: Warok
- 1972 : Les Feux de la Chandeleur de Serge Korber : Yves Bouteiller
- 1972 : Les Camisards de René Allio : le cocher
- 1972 : L'Attentat de Yves Boisset : un policier haut placé
- 1972 : Les Caïds de Robert Enrico : Murelli
- 1973 : Les Granges Brûlées de Jean Chapot  : le journaliste
- 1974 : Le Retour du grand blond d'Yves Robert : le ministre de la Défense
- 1975 : Folle à tuer de Yves Boisset: Rosenfeld
- 1975 : Dupont Lajoie d'Yves Boisset : l'inspecteur Boulard
- 1975 : La Brigade de René Gilson : Charles
- 1975 : Section spéciale de Costa-Gavras : le conseiller Linais
- 1975 : Le Vieux Fusil de Robert Enrico : François
- 1976 : Monsieur Klein  de Joseph Losey : le vendeur
- 1976 : Mado de Claude Sautet : André
- 1977 : Le Juge Fayard dit Le Shériff d'Yves Boisset : le procureur-général Arnould
- 1977 : Le Point de mire de Jean-Claude Tramont : Bob
- 1977 : Coup de foudre de Robert Enrico (inachevé)
- 1977 : Mort d'un pourri de Georges Lautner : le commissaire Pernais
- 1978 : Les Petits Câlins  de Jean-Marie Poiré : le père de Sophie
- 1978 : Sale Rêveur de Jean-Marie Poiré : Robert
- 1978 : Les Routes du sud  de Joseph Losey : le métayer
- 1978 : Un papillon sur l'épaule de Jacques Deray : le docteur
- 1979 : Coup de tête de Jean-Jacques Annaud : le président Sivardière
- 1979 : Un neveu silencieux de Robert Enrico : Alexandre
- 1979 : Paco l'infaillible de Didier Haudepin : Ambroise
- 1980 : Anthracite d'Édouard Niermans : le recteur
- 1982 : Hécate, maîtresse de la nuit de Daniel Schmid : Vaudable, consul de France
- 1983 : Si j'avais mille ans de Monique Enckell :
- 1983 : La Bête noire  de Patrick Chaput : Pépé, le facteur
- 1983 : Équateur de Serge Gainsbourg : le procureur
- 1983 : Au nom de tous les miens de Robert Enrico : Dr Ciljimaster
- 1983 : Le Dernier Combat de Luc Besson : le docteur
- 1983 : Édith et Marcel de Claude Lelouch : Lucien Roupp
- 1984 : L'Air du crime  d'Alain Klarer : M. Stutz
- 1985 : Partir, revenir de Claude Lelouch : le curé
- 1985 : Subway de Luc Besson : le chef de station
- 1985 : Strictement personnel  de Pierre Jolivet : le commissaire
- 1986 : Zone Rouge de Robert Enrico : Antoine Sénéchal
- 1986 : La Dernière Image de Mohammed Lakhdar-Hamina: Langlois
- 1987 : Dernier Été à Tanger d'Alexandre Arcady : Max Pasquier
- 1987 : Dandin de Roger Planchon : chansons
- 1987 : L'Été en pente douce de Gérard Krawczyk : Olivier Voke
- 1987 : Châteauroux district de Philippe Charigot : le commissaire Feuille
- 1987 : Jenatsch de Daniel Schmid : Dr Tobler
- 1987 : Spirale de Christopher Frank : Jean-François
- 1987 : De guerre lasse de Robert Enrico : Roth
- 1988 : Le Grand Bleu de Luc Besson : oncle Louis
- 1988 : L'Œuvre au noir d'André Delvaux : Campanus
- 1989 : Un été d'orages de Charlotte Brandström : Robert
- 1989 : La Révolution française de Robert Enrico : Maurice Duplay
- 1990 : Nikita de Luc Besson : l'attaché d'ambassade

#### Courts métrages
- 1963 : La Meule de René Allio
- 1966 : Un dessert pour Constance de Sarah Maldoror
- 1966 : Orage de Gérard Grenier
- 1966 : Le Chagrin d'Ernst Loberlin de Christine Riche
- 1977 : Carole de Dominique Maillet
- 1978 : L'Anniversaire de Georges de Patrick Traon
- 1980 : Ferdinand de Dominique Maillet
- 1981 : Victor de Dominique Maillet
- 1982 : Bluff de Philippe Bensoussan : le docteur
- 1984 : Pas de repos pour Billy Brakko de Jean-Pierre Jeunet : narrateur
- 1984 : Ne quittez pas de Sophie Schmit
- 1984 : En garde de Serge Canaud
- 1985 : Sans odeur de Yann Legargeant
- 1985 : Dans les griffes de Thullius de Didier Fontan
- 1985 : Le hasard mène le jeu de Pierre Chenal : le commissaire
- 1986 : Made in Belgique d'Antoine Desrosières
- 1986 : Le Château d'Azatoth de Clément Delage
- 1988 : Puissance de la parole de Jean-Luc Godard

### Télévision
- 1961 : Flore et Blancheflore (téléfilm) de Jean Prat : le pontonnier
- 1964 : Joyeuses commères de Windsor (téléfilm) de Lazare Iglesis : Monsieur Ford
- 1965 : Ubu roi (téléfilm) de Jean-Christophe Averty : Père Ubu
- 1970 : Le Chien qui a vu Dieu (téléfilm) de Paul Paviot : Defende Sapori
- 1971 : Les Nouvelles Aventures de Vidocq (série télévisée) de Marcel Bluwal, épisode 5 Echec à Vidocq  : le maire de Bargeville
- 1971 : La Mort des capucines (téléfilm) d'Agnès Delarive : Durant
- 1971 : Mon fils (mini-série télévisée) de François Martin
- 1971 : Les Bottes de sept lieues (téléfilm) de François Martin : le marchand
- 1974 : Madame Bovary (téléfilm) de Pierre Cardinal : Charles Bovary
- 1974 : Un jeune homme seul (téléfilm) de Jean Mailland : le patron du bistrot
- 1980 : Le Moustique (téléfilm) de Maurice Frydland : Gattier
- 1981 : Un dessert pour Constance (téléfilm) de Sarah Maldoror : Monsieur Broccart
- 1981 : L'Oeil de la nuit (série télévisée), saison 2, épisode 2 Le Fantôme est amoureux : Maxime Hermance
- 1981 : Le Voleur d'enfants (téléfilm) de François Leterrier : Herbin
- 1982 : Le Voyageur imprudent (téléfilm) de Pierre Tchernia : le juge Vigne
- 1982 : L'Épingle noire (mini-série) de Maurice Frydland : Margonne
- 1982 : Mérette (téléfilm) de Jean-Jacques Lagrange : le pasteur Magnoux
- 1982 : Paris-Saint-Lazare (mini-série) de Marco Pico : Paul Tasson
- 1983 : Credo (téléfilm) de Jacques Deray  : le père Serge
- 1983 : Pablo est mort (téléfilm) de Philippe Lefebvre : Donadieu
- 1984 : Le Mystérieux Docteur Cornélius (mini-série) de Maurice Frydland : Fritz Kramm
- 1984 : Série noire (série télévisée), épisode 7 Noces de soufre de Raymond Vouillamoz : l'inspecteur Verdier
- 1985 : Au nom de tous les miens (mini-série) de Robert Enrico : Dr Celjmaster
- 1985 : La Petite Fille modèle (téléfilm) de Jean-Jacques Lagrange : le détective
- 1986 :  Cinéma 16 (série télévisée), épisode L'Amour tango de Régis Forissier : Louis
- 1986 :  Cinéma 16 (série télévisée), épisode Le Cadeau de Sébastien de Franck Apprédéris : Charles Goudot
- 1989 : Cinéma 16 (série télévisée), épisode Mortelle Saison de Jacques Cornet : Joseph Laffaye

## Distinctions

### Récompenses
- César 1980 : Meilleur acteur dans un second rôle pour Coup de tête

### Nominations
- César 1976 : Meilleur acteur dans un second rôle pour Le Vieux Fusil
- César 1978 : Meilleur acteur dans un second rôle pour Le Juge Fayard dit Le Shériff

## Hommage
Une salle porte son nom au Théâtre national populaire de Villeurbanne, où il a beaucoup joué dans sa jeunesse.